# Niedźwiedzkie (Prostki)
Niedźwiedzkie (deutsch Niedzwetzken, 1936 bis 1945 Wiesengrund (Ostpreußen)) ist ein Dorf in der polnischen Woiwodschaft Ermland-Masuren, das zur Landgemeinde Prostki (Prostken) im Powiat Ełcki (Kreis Lyck) gehört.

## Geographische Lage
Niedźwiedzkie liegt im südlichen Osten der Woiwodschaft Ermland-Masuren, elf Kilometer südlich der Kreisstadt Ełk (Lyck).

## Geschichte
Gegründet wurde Niedzwetzken (nach 1818: Niedzwiedzken, bis 1936 Niedzwetzken) im Jahre 1509 und bestand aus ein paar Höfen neben einer überregional bedeutungsvollen Ziegelei. 
Von 1874 bis 1945 war das Dorf in den Amtsbezirk Ostrokollen (1938 bis 1945 Scharfenrade, polnisch Ostrykół) im Kreis Lyck im Regierungsbezirk Gumbinnen (ab 1905: Regierungsbezirk Allenstein) in der preußischen Provinz Ostpreußen eingegliedert.
Im Jahre 1910 waren in Niedzwetzken 109, im Jahre 1933 bereits 149 Einwohner  registriert. 
Aufgrund der Bestimmungen des Versailler Vertrags stimmte die Bevölkerung im Abstimmungsgebiet Allenstein, zu dem Niedzwetzken gehörte, am 11. Juli 1920 über die weitere staatliche Zugehörigkeit zu Ostpreußen (und damit zu Deutschland) oder den Anschluss an Polen ab. In Niedzwetzken stimmten 100 Einwohner für den Verbleib bei Ostpreußen, auf Polen entfiel keine Stimme.
Am 26. Juni 1936 wurde das Dorf in „Wiesengrund (Ostpreußen)“ umbenannt. Die Einwohnerzahl belief sich im Jahre 1939 auf 142.
In Kriegsfolge kam der Ort 1945 mit dem gesamten südlichen Ostpreußen zu Polen und erhielt die polnische Namensform „Niedźwiedzkie“. Heute ist er dem Schulzenamt (polnisch Sołectwo) Miłusze (Mylussen, 1938 bis 1945 Milussen) zugeordnet und gehört somit in den Verbund der Gmina Prostki (Prostken) im Powiat Ełcki (Kreis Lyck), bis 1998 der Woiwodschaft Suwałki, seither der Woiwodschaft Ermland-Masuren zugehörig.

## Religionen
Vor 1945 war Niedzwetzken resp. Wiesengrund in die evangelische Kirche Ostrokollen in der Kirchenprovinz Ostpreußen der Kirche der Altpreußischen Union sowie in die römisch-katholische Kirche St. Adalbert in Lyck (polnisch Ełk) im Bistum Ermland eingepfarrt.
Heute gehört Niedźwiedzkie katholischerseits zur Kirche in Ostrykół (deutsch Ostrokollen, 1938 bis 1945 Scharfenrade) innerhalb der Pfarrei Prostki im Bistum Ełk der Römisch-katholischen Kirche in Polen. Die evangelischen Einwohner halten sich zur Kirchengemeinde Ełk (deutsch Lyck) in der Pfarrei Pisz (Johannisburg) innerhalb der Diözese Masuren der Evangelisch-Augsburgischen Kirche in Polen.

## Verkehr
Niedźwiedzkie liegt an der bedeutenden polnischen Landesstraße 65 (einstige deutsche Reichsstraße 132), die in Nord-Süd-Richtung das östliche Masuren von der polnisch-russischen Grenze durchzieht und bis an die polnisch-belarussische Grenze führt. Die Nebenstraße 1868N endet von Borki (Gmina Ełk) und Borki (Gmina Prostki) (Borken) kommend in Niedźwiedzkie. Die Nebenstraße 1870N von Prostki über Lipińskie Małe (Lipinsken, 1935 bis 1945 Lindenfließ) nach Sokółki (Sokolken, 1938 bis 1945 Stahnken) verläuft durch Niedźwiedzkie.
Lipińskie Małe ist die nächste Bahnstation an der Bahnstrecke Głomno–Białystok, die aber lediglich noch zwischen Korsze (Korschen) und Białystok regulär befahren wird.